# Кабах

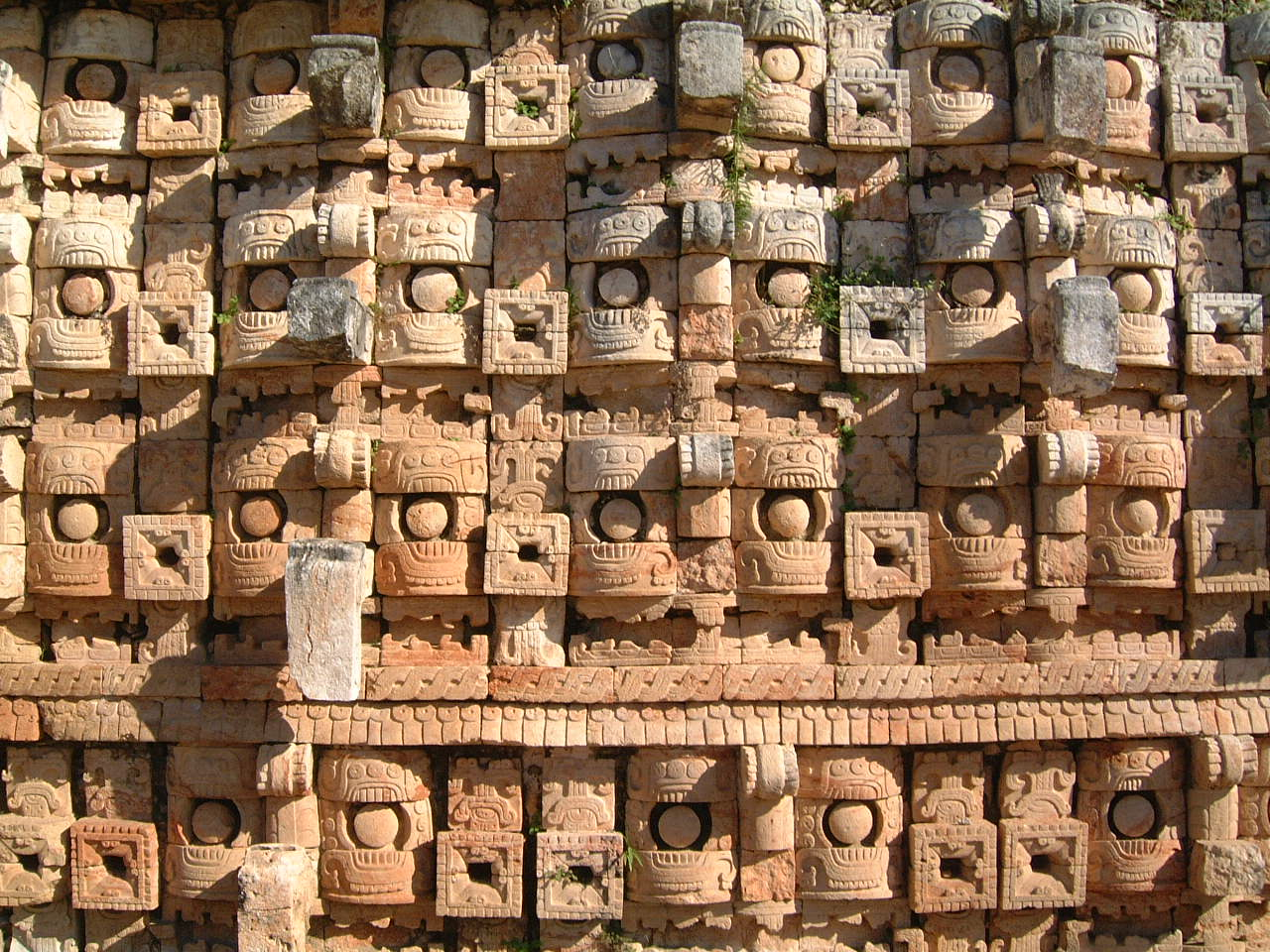
Codz Poop — храм масок (фрагмент)

Каба(х) (исп. Kabah, Kabaah, Kabáh, Kahbah, Kaba) — археологический памятник цивилизации майя на юго-востоке мексиканского штата Юкатан.
Находится к югу от Ушмаля, связан с этим городом огромной 18-километровой пешеходной мощёной дорогой шириной 5 метров с монументальными арками на каждом из концов. Каба — вторые по размеру руины региона Пуук после Ушмаля.
Название «Kabah» или «Kabaah», как предполагается, означает на архаичном языке майя «сильная рука». Это — доколумбово название местности, которое упоминается в хрониках майя. Ещё одно название Kabahaucan, или «царская змея в руке».
Местность была заселена до III века до н. э. Большинство сохранившихся до нашего времени архитектурных сооружений было построено между VII и XI вв. Дата на дверном косяке одного из зданий дешифрована как 879 год, и примерно относится к периоду расцвета города. Ещё одна дата — одна из последних вырезанных в майянском стиле, относится к 987 году. Город Кабах был заброшен, или по крайней мере в нём не сооружались новые церемониальные сооружения в течение нескольких веков до испанского завоевания Юкатана.
Наиболее известным сооружением в Кабахе является «Дворец масок», фасад которого украшен сотнями каменных масок длинноносого бога дождя Чаака; этот дворец или, вернее, храм известен как Codz Poop, что означает «свёрнутые циновки», по внешнему виду каменной мозаики. Такое массовое повторение элементов нехарактерно для искусства майя и создаёт уникальный эффект.
Маски бога дождя в изобилии представлены и на других сооружениях Кабы. В носах некоторых каменных изваяний богов была обнаружена копаловая смола, которая использовалась как благовоние для ароматного дыма.
В Кабахе также находятся несколько других дворцов, низких каменных строений и ступенчатых пирамидальных храмов. Хотя большинство из них изготовлены в стиле Пуук, в некоторых наблюдаются элементы стиля Ченес. Сохранились ряд скульптурных панелей, кирпичных оконных перемычек и косяков, в то время как во многих других сохранившихся городах майя эти фрагменты были перемещены в музеи. Скульптуры в основном изображают правителей города и военные сцены.
Первый подробный отчёт о развалинах опубликовали Джон Ллойд Стивенс и Фредерик Кезервуд в 1843 г.
В 1940 г. Кабах посетила археолог Т. А. Проскурякова, она сделала серию архитектурных зарисовок.

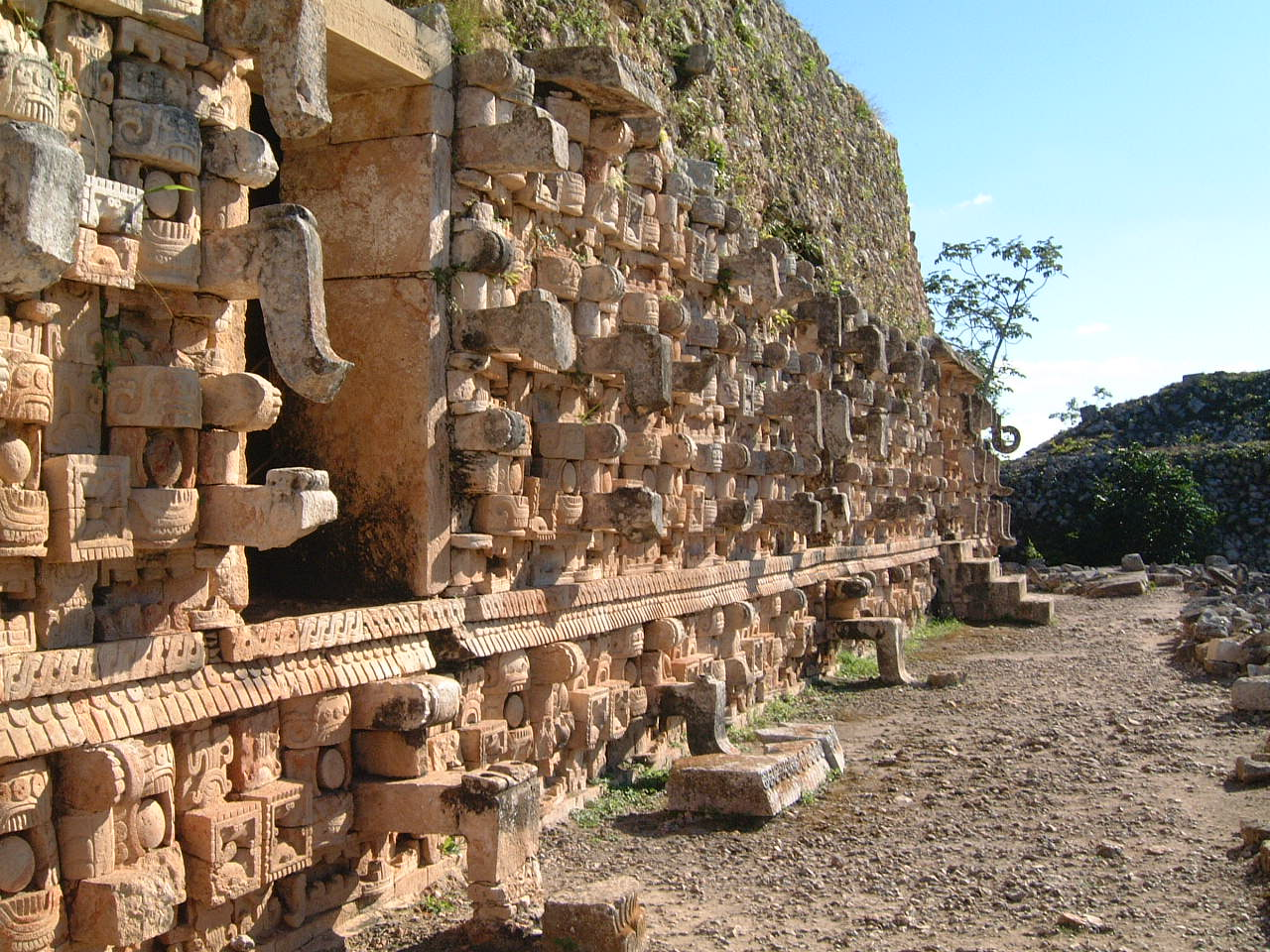
Codz Poop — храм масок

Кабах расположен на мексиканском шоссе 261, в 140 км к югу от города Мерида по направлению к Кампече, и является популярной туристической достопримечательностью. Руины простираются на значительное расстояние по обе стороны шоссе; некоторые из скульптур, расположенных далеко от шоссе, посещаются редко и потому заросли лесом. По состоянию на 2003 г., продолжалось исполнение правительственной программы по очистке и восстановлению ряда зданий и проведения археологических раскопок под наблюдением Рамона Карраско.
Кабах был объявлена государственным парком штата Юкатан в 1993 г.